# Dur
Dur (od lat. durus = tvrd / engl. major / fr. mode majeur / tal. modo maggiore) je naziv tonskog roda koji karakterizira određenu vrstu dijatonske ljestvice. Kolokvijalno se najčešće odnosi na dursku ljestvicu, a rabi se i u nazivima durskih tonaliteta i akorda.

## Povijest
S pojmom dur povijesno je povezana pojava tonaliteta, čija su dva temeljna oblika, dur i mol, prvenstveno harmonijski određeni. Tonalitetne durske ili molske tendencije, odnosno akordske, harmonijske tendencije pojavile su se tek unutar razvijene višeglasne glazbe 15. i 16. stoljeća. Talijanski skladatelj i glazbeni teoretičar Gioseffo Zarlino prvi se opširno bavio pitanjem durskoga i molskoga trozvuka, a dur i mol su kao tonalitetni načini prevladali tek u glazbi 17. stoljeća. U teoriji glazbe tzv. zapadnoga svijeta brojni su teoretičari pojedinim tonskim načinima, akordima i ljestvicama često pridavali značajke durskoga ili molskoga roda (njem. Tongeschlecht). Katkada su takva razmišljanja čak bila u skladu i s aktualnim poimanjem rodne ideologije, po kojoj su duru stereotipno pridavane muške, a molu ženske osobine (dur od lat. durus = tvrd; mol od lat. mollus = mekan; takva se primarno etimologijska objašnjenja i danas mogu naći u stručnoj literaturi).

## Durska ljestvica
Durska je ljestvica dijatonski niz od osam tonova, koji počinje i završava tonovima istog imena razmaknutima za oktavu. Osnovna karakteristika, po kojoj je moguće prepoznati dursku ljestvicu, karakterističan je raspored razmaka među njenim tonovima, odnosno stupnjevima. Svaki stupanj ljestvice ima i sasvim određenu melodijsko-harmonijsku funkciju. Tako se, primjerice, u durskoj ljestvici na njena tri glavna stupnja, tonici, subdominanti i dominanti, nalaze durski trozvuci: jer ta tri trozvuka ujedno obuhvaćaju i sve tonove durske ljestvice, svaka se dijatonska (durska) melodija njima može i harmonizirati. Za durske i molske ljestvice karakteristična je i mogućnost transpozicije, pri čemu sama struktura ljestvice uvijek ostaje ista. To nije slučaj s tzv. starim načinima (modusima), kod kojih promjena početnoga tona redovito znači i promjenu tonskoga načina.
Od presudnog je značaja za durski karakter određene ljestvice interval velike terce između njezina temeljnog tona (tonike) i trećega stupnja (medijante), pa se tako čak uobičajilo tu tercu nazivati i durskom tercom. Budući da taj interval osobito karakterizira lidijski i miksolidijski način, te frigijsku i cigansku dursku ljestvicu, i te je tonske sustave također moguće ubrojiti u durske ljestvice.
Dvanaest durskih ljestvica imenujemo po početnom, temeljnom tonu. Tako se, primjerice, C-dursku ljestvicu imenuje po prvom tonu niza c-d-e-f-g-a-h-c'.  U tzv. prirodnom obliku durske ljestvice, koji je po građi jednak jonskomu načinu, polustepeni su između 3. i 4. te 7. i 8. stupnja; svi su ostali stupnjevi međusobno razmaknuti za cijeli stepen. Takav međusobni odnos stupnjeva durske ljestvice jasno pokazuje da je durska ljestvica sastavljena od dvaju građom jednakih tetrakorda (niza od četiriju tonova), što je osobito značajno prilikom tumačenja melodijsko-harmonijskih odnosa i načina međusobne povezanosti različitih tonaliteta unutar kakve skladbe.
|     | 7 ♭ | 6 ♭ | 5 ♭ | 4 ♭ | 3 ♭ | 2 ♭ | 1 ♭ | 0 ♭/♯ | 1 ♯ | 2 ♯ | 3 ♯ | 4 ♯ | 5 ♯ | 6 ♯ | 7 ♯ |
| dur | Ces | Ges | Des | As  | Es  | B   | F   | C     | G   | D   | A   | E   | H   | Fis | Cis |
| mol | as  | es  | b   | f   | c   | g   | d   | a     | e   | h   | fis | cis | gis | dis | ais |

## Vanjske poveznice
- musictheory.net – The Major Scale (engl.)
- Allgemeine Musiklehre: Tonleitern / Skalen (njem.)
- Lehrklänge: Die Durtonarten und ihre Tonleitern (njem.)